# Хеленсбург (Австралия)
Хеленсбург — город в штате Новый Южный Уэльс, Австралия.